# Conde de Penha Longa
Conde de Penha Longa é um título nobiliárquico criado por D. Luís I de Portugal, por Carta de 4 de Março de 1886, em favor de Sebastião Pinto Leite, antes 1.° Visconde da Gandarinha.
Titulares
1. Sebastião Pinto Leite, 1.° Visconde da Gandarinha e 1.º Conde de Penha Longa;
2. José Pinto Leite, 2.º Conde de Penha Longa e 2.º Conde dos Olivais.